# میدوری-کو، سایتاما
میدوری-کو (به لاتین: Midori-ku) یک منطقهٔ مسکونی در ژاپن است که در سایتاما واقع شده‌است. میدوری-کو ۲۶٫۴۴ کیلومتر مربع مساحت و ۱۱۷٬۱۵۲ نفر جمعیت دارد.